# احمد چبه
احمد چبه (انگلیسی: Ahmet Cebe؛ زادهٔ ۲ مهٔ ۱۹۸۳) بازیکن فوتبال اهل ترکیه است.
از باشگاه‌هایی که در آن بازی کرده‌است می‌توان به باشگاه فوتبال دنیزلی اسپور، باشگاه فوتبال بلدیه‌اسپور آق‌حصار، باشگاه فوتبال کاردمیر قره‌بوک‌اسپور، باشگاه فوتبال شالکه ۰۴، باشگاه فوتبال فورتونا دوسلدورف، و باشگاه فوتبال اوردینگن ۰۵ اشاره کرد.